# Дамњан Петровић
Дамњан Петровић (Мириловац, код Параћина, 15. новембар 1932 — Београд, 30. октобар 2016) био је књижевни историчар, истраживач српске средњовековне књижевности и професор Универзитета у Приштини у пензији.

## Биографија
Основну школу завршио је у Мириловцу, а гимназију у Параћину 1952. Исте године уписао се на студије на Филозофском факултету у Скопљу, група за југословенску књижевност и српскохрватски језик, где је дипломирао 1956. године. Радио је у Економској школи, Гимназији и основној школи у Параћину. Од 1. септембра 1959. постао је професор Учитељске школе "Миладин Поповић" у Приштини. Ту је остао до 1. октобра 1966. када прелази на Филозофски факултет у Приштини. Предавао је предмете: Стара српска књижевност и Књижевност хуманизма и ренесансе. Магистарски рад "Живот краља Милутина од архиепископа Данила II“ одбранио је 1972. године на Филолошком факултету у Београду. На истом факултету је докторирао 1986. године на тему "Књижевни рад Григорија Цамблака у Србији".
Био је покрајински делегат у Југословенској комисији за проучавање словенских култура при Унеско-у и у Југословенском националном комитету за балканистику. Годинама је био ангажован у Међународном славистичком центру као члан управе и савета. Бавио се и уређивачким послом, како на факултету тако и у књижевним часописима, најдуже у приштинским Стремљењима. Био је сардник за српску средњовековну књижевност у Матици српској на "Лексикону писаца Југославије".
Приштину је напустио крајем септембра 1999. године и отада живи у Београду.

## Књижевно дело

### Књиге
- Стара српска књижевност на Косову, Јединство, Приштина, 1981;
- Књижевни рад Григорија Цамблака у Србији, Академија наука и уметности Косова, посебна издања, књига XV, Приштина, 1991;

### Приредио
- Данило Други: Животи краљева и архиепископа српских; Службе (са Гордоном Мак Даниелом), Просвета и Српска књижњвна задруга, едиција Стара српска књижњвност у 24 књиге, Београд 1988;
- Григорије Цамблак: Књижевни рад у Србији, Просвета и Српска књижевна задруга, едиција Стара српска књижњвност у 24 књиге, Београд 1989;

### Коауторство
- Прилози о прозним народним умотворинама ( са Владимиром Бованом и Владомиром Цветановићем), Јединство, Приштина, 1976;
- Српска поезија и бој на Косову (антологија са Владетом Вуковићем), "Драинац", Прокупље, 1989;

### Радови објављени у часописима и зборницима
- 1. Леонид Андрејев, Стремљења, I, 4, Приштина, 1960 (приказ)
- 2. Гаетан Пикон: Панорама савремених идеја, Сремљења 2, Приштина, 1961 (приказ)
- 3. Артур Рембо: Сабрана дела, Стремљења 6, Приштина, 1961 (приказ)
- 4. Димитриј Писарев: Изабране студије и расправе, Стремљења 4, Приштина, 1963 (приказ)
- 5. Михаил Шолохов: Узорана ледина, Стремљења 1, Приштина, 1966 (приказ)
- 6. Триштан и Ижота, Зборник Филозофског факултета у Приштини IV, 1966/67 (приказ)
- 7. Прилози за књижевност, језик, историју и фолклор, Зборник Филозофског факултета у Приштини XI, 1969 (приказ)
- 8. Песништво ренесансе и барока, Стремљења, 1970 (приказ)
- 9. Кирил Солун ски, Стремљења XII, Приштина, 1971 (приказ),
- 10. Песнички одјек минулих векова, Јединство од 28. 6. 1971 (приказ)
- 11. Живот краља Милутина од архиепископа Данила II, Зборник Филозофског факултета у Приштини VIII и IX, 1971/72, 357-489; Стремљења 2. март-април 1972, Приштина
- 12. Андрићев султан Џем према једном историјском документу, Јединство од 10. 1. 1972
- 13. Живот краља Милутина од архиепископа Данила II, Зборник Филозофског факултета у Приштини VIII и IX, 1971/72, 357-489
- 14. Живот краља Милутина од архиепископа Данила II и други историјски извори у добу краља Милутина, Стремљења 2, Приштина, 1972
- 15. Р. Маринковић: Александрида, Јединство 1973 (приказ)
- 16. Живот св. Ђорђа Кападокијског у Ворагиновој "Legenda aurea" и у српској средњовековној књижевности, Стремљења 6, Приштина 1974, 774-763
- 17. Византијски писац и дипломата о Србији с краја XIII века, Обележја 4, Приштина, 1974, 101-123
- 18. Нова поетика француске средњовековне књижевности (Paul Zumthor, Essai de poetique medievale) Филолошки преглед I-IV, Београд, 1974, 111-114 (приказ)
- 19. Монахиња Јефимија - везиља и песникиња. Стремљења 1, Приштина, 1976, 68-84
- 20. Трагање за мотивима и сижеима неких народних приповедака, Стремљења 5, Приштина, 1976, 774-759
- 21. Прилог проучавању народне поезије Косова (В. Бован: Косовско-метохијске народне песме у збирци М. Милојевића), Јединство од 15. јануара 1976 (приказ)
- 22. Структура поетских састава монахиње Јефимије, Градина 7-8, 1977, 24-31
- 23. Исидора Секулић о страним писцима, Стремљења 4, Приштина, 1977, 495-507
- 24. Даљи продор у нашу народну епику (Н. Килибарда: Легенда и поезија), Јединство од 16. јула 1977 (приказ)
- 25. Аутобиографске појединости у "Дечанским хрисовуљама" и средњовековне биографије о Милутину и Стефану Дечанском, Међународни славистички центар број 8, Београд, 1978
- 26. Аутобиографске појединости у Дечанским хрисовуљама и средњовековне биографије о Милутину и Стефану Дечанском, Научни састанак слависта у Вукове дане 8, Београд 1978, 55-62
- 27. Српска књижевност на Косову до 1389. године, Стремљења 6, Приштина, 1979, 85-106
- 28.Прилози француско-југословенској компаративистици, Стремљења 1, Приштина 1980, 141-143 (приказ)
- 29. Српска књижевност на Косову од 1389. године до краја XV века, Стремљења 2, Приштина, 1980
- 30. Две варијанте средњовњковне приче о човеку који се продао ђаволу, Стремљења 4, Приштина, 1980, 233-240
- 31. Два века српске књижевности на Косову, Стремљења 5, Приштина 1980
- 32. Грачаничка штампарија и њен оснивач митрополит Никанор, Стремљења 2, Приштина, 1981, 169-178
- 33. Поглед на литерарну реч на Косову, Стремљења 3, Приштина, 1981 (приказ)
- 34. Рукописна библиотека манастира Дечана, Стремљења 5, Приштина, 1981, 99-113
- 35. Значајна књига о далекој епоси (С. С. Аверинцев: Поетика рановизантијске књижевности) Стремљења 6, Приштина 1982, 143-147 (приказ)
- 36. Једна мало познат прерада Цамблаковог Житија Стефана Дечанског, Међународни славистички центар 14, Београд 1984; Зборник радова "Методије Солунски 885 - 1985, Београд 1985
- 37. Лик Стефана Дечанског у "Житију" и "Служби" од Григорија Цамблака, Трновска книжовна школа III, Григории Цамлак, Софија 1984, 66-73
- 38. Лик Стефана Дечанског у "Житију" и "Служби" од Григорија Цамблака, Стремљења 3, Приштина 1985, 130-139
- 39. Григорије Цамблак и Дечани, Зборник радова Дечани и византијска уметност средином XIV века ,(Научни скуп САНУ, књига XLIX, Одељење историјских наука, књига 13) Београд, 1989
- 40. Исихазам и његови одблесци у Србији за владавине кнеза Лазара, Стремљења, свечани број 1,2, 3, Приштина, 1991
- 41. Јаков Игњатовић о Великој сеоби Срба, Баштина свеска I, Приштина, 1991
- 42. Хагиографија "Живот Прохора Пчињског", Нишки зборник за друштвено-историјска и културна питања број 3-4, Ниш, 1991
- 43. Дела Архиепископа Данила II у Сопоћанском збопрнику из 1526, Зборник радова Архиепископ Данило II и његово доба, Српска академија наука и уметности, Београд, 1991
- 44. Смисао допуна "Итаке", Стремљења 1,2, Приштина, 1994
- 45. Мит и историја у "Александриди", Зборник радова Филозофског факултета, Нови Сад, 1996 (297—304)
- 46. Још једном о Помету Марина Држића (однос према пикарском роману), "Књижевност и језик" 4, Београд, 1997
- 47. Жртвовање и саможртвовање у делу Константина Михајловића из Острвице, Зборник радова са научног скупа "Жртвовање у књижевности" одржаног у Нишкој Бањи и Алексинцу 2 - 4. октобар 1997, Књижевност и истрорија III, Ниш 1998
- 48. Два епистолографа: Јелена Балшић и Епифаније Премудри, Зборник радова са науучног скупа Српска књижевност у доба деспотовине одржаном у Деспотовцу 22. и 23. 8. 1997, Деспотовац, 1998
- 49. Једна загонетна личност у Даниловом зборнику, Косовско-метохијски зборник 2, Српска академија наука и уметности, Београд, 1998
- 50. Улажење у нове просторе литерарне медијавалистике: Радмила Маринковић "Светородна господа српска" (приказ), Зборник Матице српске за књижевност и језик, књига XLVII, свеска 1/1999
- 51. Манастир Хиландар као расадник културе међу православним и словенским народима, Мађународни славистички центар 28/1, Београд, 1999
- 52. Велики Кападокијци и њихова присутност у Србији средњег века, Зборник радова са научног скупа "200 година хришћанстава" одржаног у Деспотовцу 21. и 22. августа 2000, Деспотовац 2001, pp. 153-162
- 53. Књижевност на Косову и Метохији у средњем веку, Братство V, Београд, 2001
- 54. Један заборављени препис "Даниловог зборника", Прилози за књижевност, језик, историју и фолклор, Филолошки факултет Београд, 2001
- 55. Хуманизам Десанке Максимовић у збирци "Тражим помиловање", Зборник радова са научног скупа "Родољубље у поезији Десанке Максимовић" од 13. до 16. маја 2000, Београд, 2002
- 56. Роман код Срба у средњем веку и његови европски пандани (скица), Међународни славистички центар, књига 30/2, Београд, 2002
- 57. Књижевна схватања Јаше Продановића, зборник радова "Јаша Продановић, живот и дело", Ниш, 2003, 69-78
- 58. Уметнуте приче у средњовековни роман "Варлаам и Јоасаф", Међународни славистички центар 31/2, Београд 2003
- 59. Десанкин пут од чисте лирике ка ангажованој поезији, Зборник радова "Историја као инспирација у делу Десанке Максимовић" са научног скупа 14, 15 и 16. августа 2004, Београд, 2005
- 60. Стеријино жалосно позорје "Смрт Стефана Дечанског" и његов однос према историјским изворима, Међународни славистички центар, књига 34/2, Београд, 2005, 51-60
- 61. Хуморни елементи у "Јаничаровим успоменама" Константина Михајловића из Островице, Међународни славистички центар 35/2, Београд, 2006
- 62. Кирило-белозерски препис "Житија деспота Стефана Лазаревића" од Константина Филозофа, Зборник радова са научног скупа "Деспот Стефан Лазаревић у науци, историји, књижевности и уметности" Деспотовац - Манасија, 22 - 24. август 2008, Деспотовац, 2009
- 63. Српска средњовековна књижевност у контексту опште књижевности средњег века, Књижевна историја, часопис за науку о књижевности XLII 2010, 140-141, Београд (стране 9 -45)

## Награде
- Новембарска награда града Приштине, 1965,
- Златна значка Културно-просветне заједнице Србије